# Laroche-Saint-Cydroine
Laroche-Saint-Cydroine ist eine französische Gemeinde mit 1.209 Einwohnern (Stand: 1. Januar 2022) in der Region Bourgogne-Franche-Comté (Bourgogne) im Département Yonne. Die Gemeinde gehört zum Arrondissement Auxerre und zum Kanton Migennes. Die Einwohner werden Larochois genannt.

## Geografie
Laroche-Saint-Cydroine liegt etwa 20 Kilometer nordnordwestlich von Auxerre an der Yonne. Umgeben wird Laroche-Saint-Cydroine von den Nachbargemeinden Brion im Norden, Migennes im Osten, Charmoy im Südosten, Épineau-les-Voves im Süden, Champlay im Südwesten, Joigny im Westen sowie Looze im Nordwesten.

## Bevölkerungsentwicklung
| Jahr                       | 1962 | 1968 | 1975 | 1982 | 1990 | 1999 | 2006 | 2018 |
| Einwohner                  | 958  | 1003 | 1321 | 1291 | 1373 | 1363 | 1381 | 1257 |
| Quellen: Cassini und INSEE |      |      |      |      |      |      |      |      |

## Sehenswürdigkeiten
- Kirche Saint-Cydroine aus dem 11./12. Jahrhundert

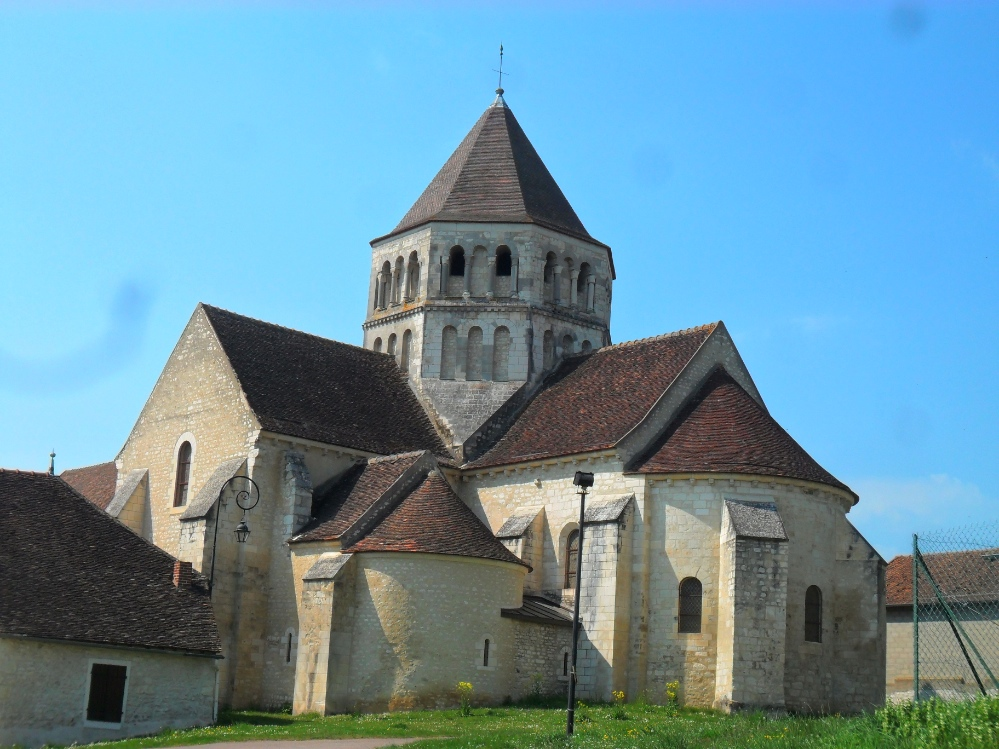
Kirche Saint-Cydroine